# Воринген
Воринген (на немски: Woringen) е град в Бавария (Германия) с 1884 жители (към 31 декември 2013).
Разположен е на 632 метра надморска височина на Баварското плато. Граничи с град Меминген. За пръв път е споменат в документ през 948 г.